# Was Gott tut, das ist wohlgetan (BWV 100)

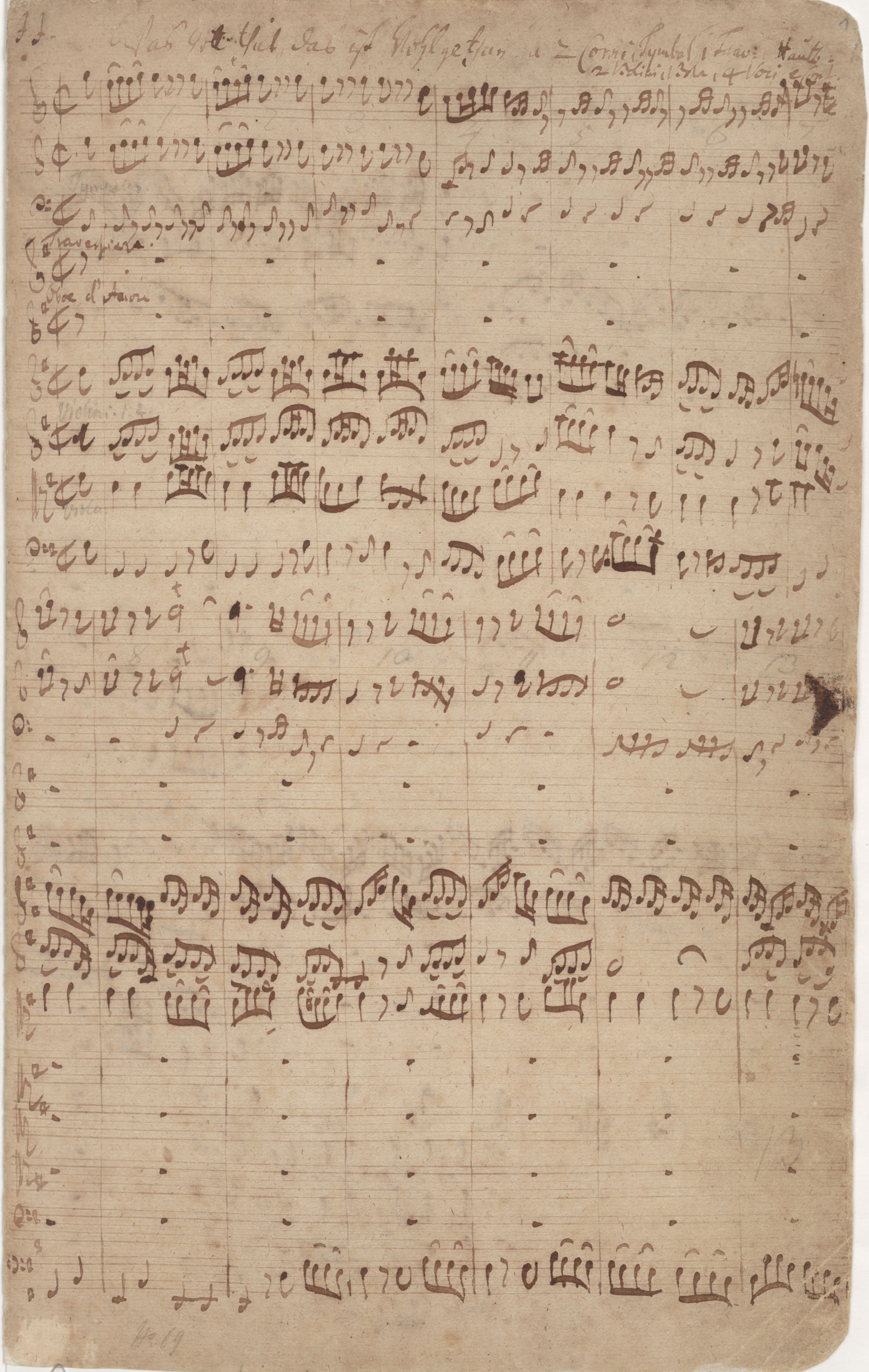
Manuscript van de cantate, ca. 1732-1735

Was Gott tut, das ist wohlgetan (BWV 100) is een religieuze cantate van Johann Sebastian Bach. Het is de jongste van drie gelijknamige cantates die Bach gecomponeerd heeft op het destijds bekende koraal Was Gott tut, das ist wohlgetan, geschreven door Samuel Rodigast in 1674. De andere twee gelijknamige cantates zijn BWV 98 en BWV 99.

## Programma
De cantate is niet geschreven voor een specifieke gelegenheid in het kerkelijke jaar en behoort dus niet tot een bepaalde cantatejaargang. Inhoudelijk is het werk een lofzang op God's goedheid. Bach componeerde het werk tussen 1732  en 1735 en het werd toen voor het eerst uitgevoerd. In 1737 en 1742 werd het werk nogmaals uitgevoerd.

## Tekst en muziek
Bij deze koraalcantate baseerde Bach zich op het uit zes coupletten bestaande lied Was Gott tut, das ist wohlgetan, van Samuel Rodigast. Rodigast was docent was aan de universiteit van Jena en conrector aan een gymnasium in Berlijn. Hij schreef de tekst voor ter bemoediging van zijn zieke vriend Severus Gastorius, cantor in Jena. Gatorius knapte op en maakte er een lied van, daarbij gebruikmakend van een melodie van Werner Fabricius. Het werd een bekend gezang in Duitsland. Zoals gewoonlijk nam Bach het thema over en werkte het eerste en laatste vers uit tot een groot openingskoor en slotkoraal. Normaal werkte Bach de tussenliggende teksten losjes om tot recitatieven en aria's. Dit is echter een van weinige cantates waarbij de tussenliggende strofes integraal zijn overgenomen in vier aria's (per omnes versus). De recitatieven ontbreken dus daarbij. Alle zes de delen beginnen met de eensluidende woorden: Was Gott tut, das ist wohlgetan. De aria's worden daarom genoemd naar de tweede zin van de tekst:
1. Koraal (koor): Es bleibt gerecht sein Wille
2. Aria (duet, alt en tenor): Er wird mich nicht betrügen
3. Aria (sopraan): Er wird mich wohl bedenken
4. Aria (bas): Er ist mein Licht, mein Leben
5. Aria (alt): Muß ich den Kelch gleich schmecken
6. Koraal (koor): Darbei will ich verbleiben

## Muzikale bezetting
De cantate kent een feestelijke bezetting met vier solisten (sopraan, alt, tenor en bas), vierstemmig koor, twee violen, altviool, traverso, oboe d'amore, twee hoorns, pauken en basso continuo.
Bach gebruikte koperblazers en pauken meestal slechts op feestdagen. Het is niet bekend waarom hij deze instrumenten inzette bij deze gelegenheid. In de zeventiende-eeuwse kerkmuziek symboliseren ze Gods koninklijke hoogheid en passen daarom wel uitermate goed bij de cantatetekst.

## Toelichting
Bach hergebruikte het openingskoor van het in 1724 geschreven BVW 99. Na een feestelijke muzikale inleiding met hoorns en pauken volgt een inzet van houtblazers, waar men eigenlijk het koor zou verwachten. Het begin lijkt daardoor op een concerto grosso. De zang in dit stuk is vrij plechtig en lijkt in het voorbijgaan door de koraalmelodie heen te lopen. 
De eerste aria is een duet voor alt en tenor dat begeleid wordt door continuo. De doorlopende basmelodie drukt betrouwbaarheid uit. Het stuk lijkt op een canon, waarbij de twee stemmen na elkaar inzetten. De traditionele polyfonie doet sober aan.
Karakteristiek in het derde deel is de traverso die een snelle, virtuoze solopartij speelt. De 6/8 maatsoort van het deel geeft het geheel een dansante uitstraling. De 32-ste noten, van het begin tot het eind, maken het een lastige partij. De sopraan zingt hierbij een eenvoudige melodie.
De bas-aria staat in een vrolijke majeur toonsoort. De huppelende ritmeverschuiving van de syncopen illustreren de tekst, die verhaalt hoe God mijn licht, mijn leven is. De strijkers wisselen hard en zacht af en geven daarmee het contrast aan tussen de vreugde en het lijden in het leven.
Deel vijf is een alt-aria met een wat zwaardere tekst waarbij de bittere kelk naar het lijden verwijst. Dit wordt muzikaal vertolkt door de begeleiding van de hobo d'amore. Aan de eind, waar het over de troost gaat, fleurt de muziek weer op met een sierlijk 12/8 ritme.
Voor het laatste deel hergebruikte Bach het slotkoraal van Die Elenden sollen essen, BWV 75. Hij voegt er echter hoorns en pauken aan toe vanwege het feestelijke karakter en om symmetrie te verkrijgen met het openingskoraal.